# Alan Sonfist
Alan Sonfist (* 1946 in New York City) ist ein US-amerikanischer Maler, Fotograf und Land-Art-Künstler.

## Leben und Werk
Alan Sonfist wuchs in der South Bronx auf und war als Kind fasziniert von einem alten Hemlocktannenwald, der sich unweit seines Wohnortes befand. Sonfist begann 1963 ein Studium an der Art Students League of New York. Im folgenden Jahr wechselte er an die Western Illinois University, um dort Landwirtschaft zu studieren. An der Ohio State University studierte er kurz bei Hoyt L. Sherman bevor er 1965 nach New York zurückkehrte, wo er sich am Pratt Institute einschrieb. Den Master machte er schließlich 1969 am Hunter College in New York.
Sonfist zeichnete, erarbeitete Werke mit Harz auf Leinwand und fotografierte die Spuren der Natur in der Stadt. Auf der documenta 6 stellte Alan Sonfist das Bildgedicht Autobiography of Henglock Forest aus.
Schon 1965 hatte Sonfist den Plan, ein lebendes Denkmal, das Projekt Time Landscape, zu realisieren. 1978 wurde in Greenwich Village, zwischen der nordöstlichen Ecke des La Guardia Place und der westlichen Houston Street, der Park, nach Vorbild der Manhattaner Vegetation zur Zeit der ersten niederländischen Siedler im frühen 17. Jahrhundert, realisiert.
Seit 2000 ist am Waldskulpturenweg Wittgenstein–Sauerland zwischen Bad Berleburg und Schmallenberg Das Monument des verschollenen Falken (auch Der Falke genannt) von Sonfist zu sehen.
Im Skulpturenpark Köln wurde von 2009 bis 2011 das Werk Disappearing Forest of Germany ausgestellt.